# Rio Blandiana
O Rio Blandiana é um rio da Romênia afluente do Rio Mureş, localizado no distrito de Alba.